# One Step Out of Time
Chansons représentant le Royaume-Uni au Concours Eurovision de la chanson
A Message to Your Heart
(1991) Better the Devil You Know
(1993)
One Step Out of Time est la chanson du chanteur britannique Michael Ball qui représente le Royaume-Uni au Concours Eurovision de la chanson 1992 à Malmö, en Suède.

## Eurovision 1992
La chanson est présentée en 1992 à la suite d'une sélection interne.
Elle participe au Concours Eurovision de la chanson 1992, le 9 mai 1992, se plaçant en deuxième position, avec 139 points. 